# Пико, Аньезе
Анье́зе Пи́ко (итал. Agnese Pico; 1303 — 1340 год, Мантуя) — дочь викария Священной Римской империи Франческо ди Бартоломео сеньора Мирандолы и Конкордии, подесты Модены, из рода Пико, супруга народного капитана Мантуи Гвидо из рода Гонзага.

## Биография
Аньезе Пико была дочерью Франческо I ди Бартоломео Пико и Беатриче да Сассуло. В 1321 году Франческо I и двое его сыновей умерли в замке Кастелларо в Мантуе в плену у Ринальдо Бонакольси.
Аньезе вышла замуж за Гвидо Гонзага сына Лудовико I Гонзага. 16 августа 1328 года Гонзага убили Ринальдо Бонакольси и установили свою власть в Мантуе. У Аньезе Пико и Гвидо Гонзага было двое детей. Аньезе умерла  в 1340 году.

## Семья и дети
- Муж Гвидо Гонзага (1290 — 22 сентября 1369);
- Дочь Беатриче (?-1355), которая 21 января 1335 года вышла замуж за Никколо д’Эсте;
- Дочь Томассина, которая в 1340 году вышла замуж за Аццо да Корреджо[7].